# Lenguas a priori
Una lengua a priori (en latín: previo a) es cualquier lengua construida cuyo vocabulario no se basa en las lenguas existentes, a diferencia de las lenguas a posteriori, que tienen base en otros idiomas. Son ejemplos de las lenguas a priori el idioma ro, el solresol, el mirad, el idioma klingon, el ithkuil, el idioma na'vi y los idiomas valyrian. Por el contrario, las lenguas a posteriori son aquellas cuyo vocabulario se basa en los idiomas existentes, ya sea como una variación de un idioma (por ejemplo, el Latino sine Flexione) o como una mezcla de varios idiomas (por ejemplo: el esperanto).
Algunos idiomas a priori están diseñados para ser lenguas auxiliares internacionales que eliminan lo que podría considerarse una ventaja injusta de aprendizaje para los hablantes nativos de una lengua de origen que de otro modo para los otros hablantes de los idiomas a posteriori. Algunas lenguas a priori tratan de categorizar su vocabulario, ya sea para expresar una filosofía de fondo como para que sea más fácil reconocer el vocabulario nuevo. Estos son también conocidos como lenguas filosóficas o taxonómicas.